# لامبورگینی روئلتو
لامبورگینی رِوُئلتو (به ایتالیایی: Lamborghini Revuelto; (تلفظ اسپانیایی: [reˈbwelto]) یک خودروی اسپرت موتور وسط است که توسط خودروساز ایتالیایی لامبورگینی تولید می‌شود. این خودرو به‌طور رسمی در ۲۹ مارس ۲۰۲۳ و به‌عنوان جایگزین لامبورگینی اونتادور رونمایی شد.
این خودرو در نیمهٔ دوم سال ۲۰۲۳ به تولید می‌رسد. انتظار می‌رود نخستین خودروها در سه ماههٔ آخر سال ۲۰۲۳ تحویل داده شوند.

## تاریخچه
روئلتو در ۲۹ مارس ۲۰۲۳ از طریق انتشار آنلاین اطلاعات و تصاویر فنی به‌عنوان جانشین لامبورگینی اونتادور ارائه شد. این خودرو اولین خودروی این برند است که از یک سیستم محرکه اتصال برقی دوگانه‌سوز استفاده می‌کند.

## نام‌گذاری
طبق آداب نام‌گذاری سازنده، نام Revuelto به نام گاو نر اشاره دارد که در سال ۱۸۸۰ در اسپانیا وجود داشته است.

## طراحی

### نمای خارجی
در جلو، لامبورگینی روئلتو شامل پرتوهای ال‌ئی‌دی با نام تجاری Y شکل روز و چراغ‌های مخفی پنهان در پشت این پرتوها بود. این خودرو همچنین دارای یک سیستم آیرودینامیک جدید با دریچه‌های بازطراحی شده در زیر چراغ‌های جلو و پشت درهای قیچی است.
با حرکت به سمت عقب، روئلتو دارای یک اسپویلر فعال هوا برای ۶۶٪ نیروی رو به پایین بیشتر از مدل قبلی خود، اونتادور است. چراغ‌های عقب دارای پرتوهای ال‌ئی‌دی با ظاهری تهاجمی‌تر مانند چراغ‌های جلو هستند.

### نمای داخلی
دارای کابین بزرگتر، فضای سر بزرگتر و فضای آرنج بزرگتر برای حداکثر راحتی برای راننده و سرنشین است.
روئلتو دارای حالت رانندگی هیبریدی جدید "Città" است که مخفف "شهر" در ایتالیایی است. این حالت رانندگی قدرت خودرو را برای استفاده روزانه و راحتی بیشتر در شهر کاهش می‌دهد.
روئلتو دارای یک نمایشگر بازطراحی شده است که وضعیت شارژ، بازیابی انرژی و میزان باتری را نشان می‌دهد. همچنین نشان می‌دهد که راننده به چه موسیقی گوش می‌دهد و باتری و میزان مصرف سوخت در سمت چپ و راست مانیتور از هم جدا می‌شوند.
از دید مسافر، خودرو دارای یک صفحه نمایش کوچک است که سرعت، دنده و وضعیت خودرو را کنترل می‌کند.

## ویژگی‌های فنی

### بدنه
روئلتو دارای شاسی مونوکوک است که به‌طور کامل از فیبر کربن ساخته شده است و از شاسی اونتادور ۱۰٪ سبک‌تر است. استحکام پیچشی آن ۲۵ درصد بهبود یافته و قاب جلویی آن ۲۰ درصد سبک‌تر است. سازنده در ساخت این خودرو از سی‌اف‌آرپی استفاده کرده و پشت شاسی آن دارای آلیاژهای آلومینیومی با استحکام بالا است.

### پیشرانه
این مدل دارای موتور ۶٫۵ لیتری وی۱۲ جدید است که با سه موتور الکتریکی تکمیل شده است که قدرت ترکیبی ۱٬۰۰۱ اسب بخار (۱٬۰۱۵ اسب بخار متری؛ ۷۴۶ کیلووات) را تولید می‌کند. شما میتوانید با موتور برقی این ماشین در حالت تمام برقی مسافت ۱۰ کیلومتر حرکت کنید و همچنین در حالت تمام برقی ۱۵۰ کیلومتر سرعت بروید همچنین موتور بنزینی به تنهایی حدود ۸۰۰ اسب بخار قدرت دارد
| پیشرانه               | ۱۲ سیلندر وی‌شکل |
| موتور الکتریکی        | محور الکترونیکی جلو |
| مصرف                  | تنفس طبیعی |
| جابه‌جایی              | ۶۴۹۸٫۵ cm3 |
| قدرت                  | ICE: ۸۲۵ اسب بخار متری (۸۱۴ اسب بخار؛ ۶۰۷ کیلووات) برقی: ۱۹۰ اسب بخار متری (۱۹۰ اسب بخار؛ ۱۴۰ کیلووات) ترکیبی: ۱٬۰۱۵ اسب بخار متری (۱٬۰۰۱ اسب بخار؛ ۷۴۷ کیلووات) |
| گشتاور                | ICE: - برقی: - ترکیبی: ۷۲۵ نیوتن متر (۵۳۵ پوند نیرو-فوت) |
| جعبه‌دنده              | ۸ سرعته دوکلاچه دستی خودکار |
| طرح‌بندی               | چهارچرخ محرک |
| بیشینه سرعت           | ۳۵۰ کیلومتر بر ساعت (۲۲۰ مایل بر ساعت) |
| ۰–۱۰۰ کیلومتر در ساعت | ۲٫۵ ثانیه |
| ۰–۲۰۰ کیلومتر در ساعت | ۷٫۰ ثانیه |
| وزن خشک               | ۱٬۷۷۲ کیلوگرم (۳٬۹۰۷ پوند) |
| ترمزها                | دیسک‌های ترمز کربن سرامیکی جلو: ۴۱۰×۳۸ میلی‌متر، ۱۰ کالیپر پیستونی عقب: ۳۹۰×۳۲ میلی‌متر، ۴ کالیپر پیستونی                                                           |
| باتری                 | |
| گونه                  | یون‌لیتیم |
| ظرفیت رتبه‌بندی شده    | ۳٫۸ کیلووات ساعت |
| محدوده (WLTP)         | ۱۰ کیلومتر (۶٫۲ مایل) |